# Wassa-wassa
Ne doit pas être confondu avec Wasa Wasa.

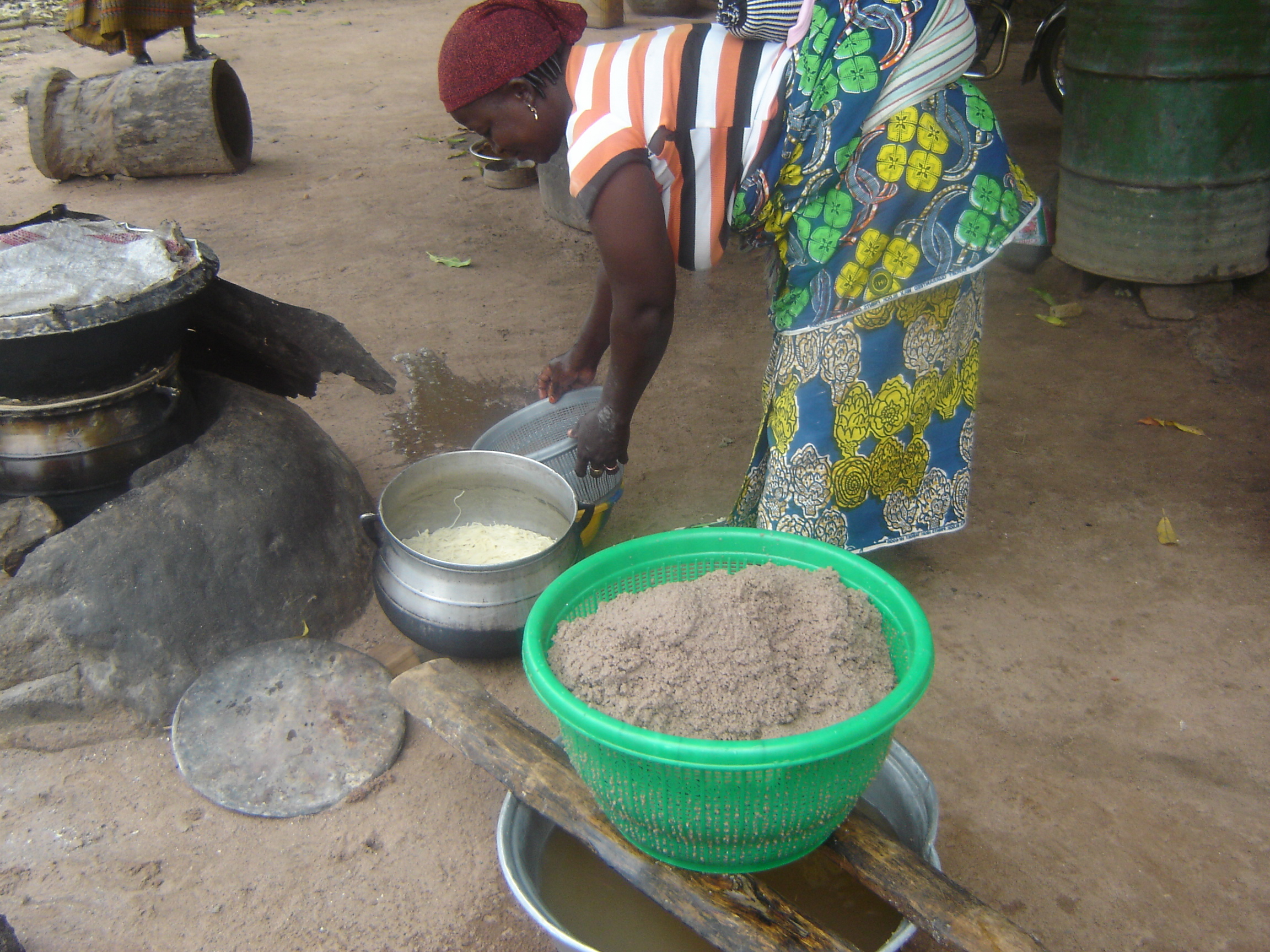
Fabrication du wassa-wassa

Le wassa-wassa est un plat principalement béninois à base de cossettes d'igname, parfois appelé « couscous d'igname ». Il est consommé à tout moment. Mais beaucoup plus comme petit déjeuner le matin et en goûter le soir. Il est vendu en restauration rapide dans les rues et marchés au Nord Bénin.